# Марк Фульвій Нобіліор (консул 159 року до н. е.)
Марк Фульвій Нобіліор (лат. Marcus Fulvius Nobilior; ? — після 158 до н. е.) — військовий, державний та політичний діяч Римської республіки, консул 159 року до н. е.

## Життєпис
Походив з впливового роду Фульвіїв. Син Марка Фульвія Нобіліора, консула 189 року до н. е. Про молоді роки мало відомостей.
У 171 році до н. е. обрано народним трибуном, а у 166 році до н. е. — курульним еділом.
У 159 році до н. е. його обрано консулом разом з Гнеєм Корнелієм Долабелою. У 158 році до н. е. як провінцію отримав Лігурію. Під час своєї каденції з успіхом воював проти лігурійців, за що отримав від римського сенату тріумф. Подальша доля не відома.